# Joseph Erxleben
Joseph John Erxleben (ur. 15 września 1889 w hrabstwie Franklin, zm. 29 sierpnia 1973 w Houston) – amerykański lekkoatleta, uczestnik igrzysk olimpijskich w Sztokholmie 1912 r.

## Występy na igrzyskach olimpijskich
Erxleben wystartował tylko raz na igrzyskach olimpijskich w 1912 r. Brał udział w maratonie, który się odbył 14 lipca 1912 r. Dystans 40,200 km przebiegł w czasie 2:45:47.2 h zajmując 8 miejsce.

## Rekordy życiowe
- maraton – 2:36:30 h (1912)